# Jymmy
Jymmy, właśc. Jymmy Dougllas França (ur. 2 kwietnia 1984 w Rio de Janeiro) – brazylijski piłkarz występujący na pozycji napastnika.

## Kariera klubowa
W 2001 rozpoczął karierę piłkarską w Castelo. Potem występował w różnych ligach brazylijskich w klubach Estrela do Norte, Angra dos Reis, Quissamã, Americano, Friburguense, Jaguaré, América Natal. Na początku 2009 wyjechał za ocean, gdzie został piłkarzem słowackiego Spartaka Trnawa, skąd w lipcu 2009 przeniósł się do mołdawskiego Sheriffa Tyraspol. 4 sierpnia 2011 został wypożyczony do Czornomorca Odessa. W grudniu 2011 opuścił odeski klub.

## Sukcesy i odznaczenia

### Sukcesy klubowe
- mistrz Mołdawii: 2010
- wicemistrz Mołdawii: 2011
- zdobywca Pucharu Mołdawii: 2010

### Sukcesy indywidualne
- król strzelców Mistrzostw Mołdawii: 18 goli (2010)